# روح پراگ
روح پراگ (به انگلیسی: The Spirit of Prague: And Other Essays) نوشته ایوان کلیما، نویسنده اهل چک است. او در این کتاب، که توسط نشر نی و با ترجمه خشایار دیهیمی به چاپ رسیده‌است، علاوه بر زندگی خود، مقالاتی نیز نوشته‌است از جمله پژوهشی در مورد فرانتس کافکا که در بخش آخر کتاب آمده‌است. علاوه بر نشر نی، نشر آگه نیز این کتاب را با ترجمه فروغ پوریاوری به چاپ رسانده‌است.